# 非常停止ボタン (機械)
非常停止ボタン（ひじょうていしボタン、Emergency stop button、非常停止スイッチ、緊急停止ボタン、緊急停止スイッチ、キルスイッチなど）とは緊急時に機械を停止させるスイッチである。

## 概要

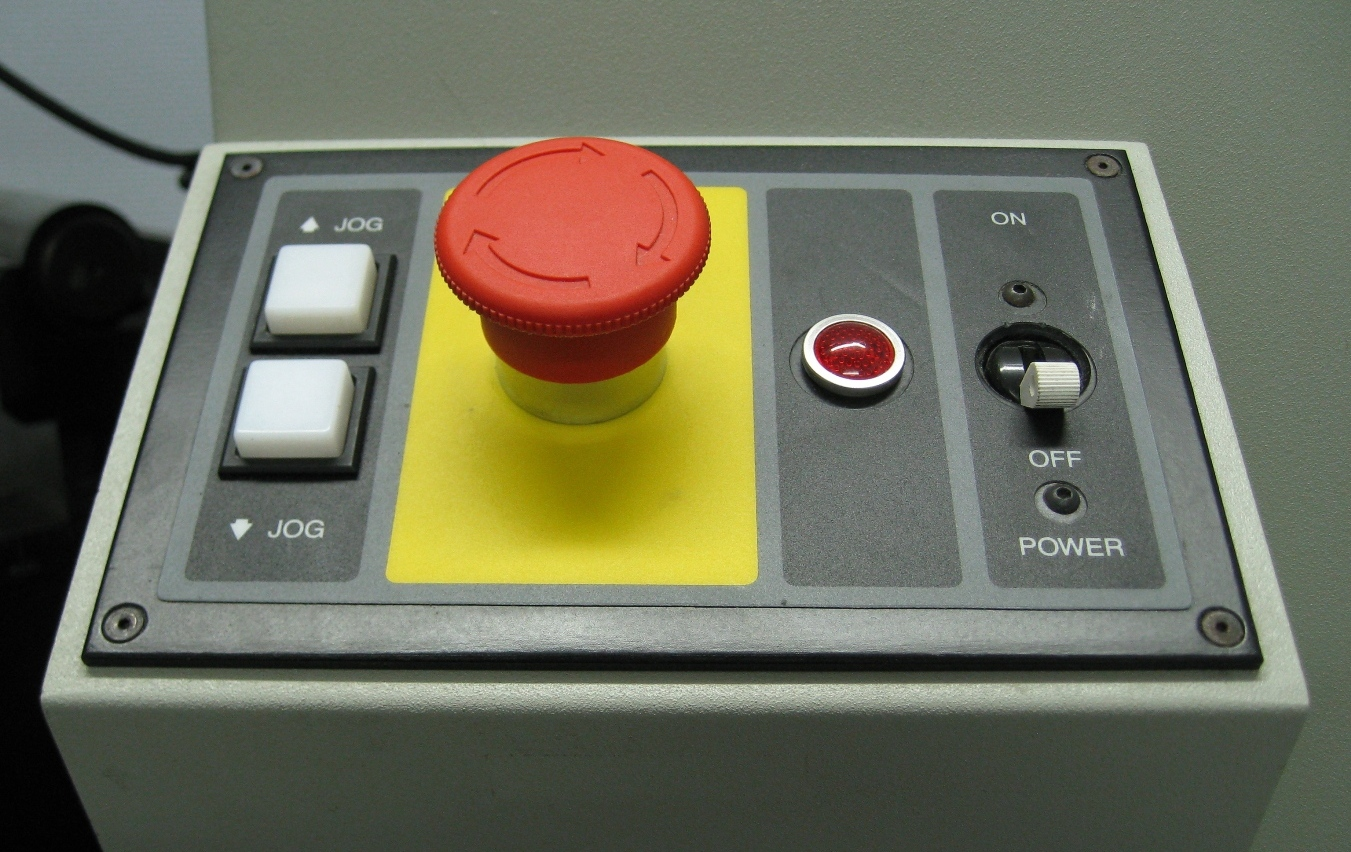
ボタンに描かれた矢印の方向に回すことで機械を再始動できる

非常停止ボタンの役割は緊急時に素早く機械を停止させることである。
非常停止ボタンの要求事項はISO 13850において規定されている。
デザインに関する規定には黄色の背景と赤色のアクチュエータ（ボタンなどの入力装置）の組み合わせであることが指定されている。その他にも緊急時に操作者がボタンを押すことを躊躇する時間が生じないように「EMERGENCY」などの文字や図形などの記載をなくすことなどが推奨されている。